# Rio Cubatãozinho
Rio Cubatãozinho är ett vattendrag i Brasilien.   Det ligger i delstaten Paraná, i den södra delen av landet, 1 100 km söder om huvudstaden Brasília.
I omgivningarna runt Rio Cubatãozinho växer i huvudsak städsegrön lövskog. Runt Rio Cubatãozinho är det ganska glesbefolkat, med 32 invånare per kvadratkilometer.